# Florencio Roselló Avellanas
Florencio Roselló Avellanas (Alcorisa, 10 gennaio 1962) è un arcivescovo cattolico spagnolo, dal 9 novembre 2023 arcivescovo metropolita di Pamplona e vescovo di Tudela.

## Biografia
Florencio Roselló Avellanas è nato ad Alcorisa il 10 gennaio 1962  ed è il secondo dei tre figli di Florencio Roselló e Miguela Avellanas.

### Formazione e ministero sacerdotale
Nel settembre del 1973, all'età di undici anni, è entrato nel seminario minore dei mercedari a Reus. Dopo aver completato gli studi per il baccalaureato polivalente unificato è entrato nel noviziato dell'Ordine avente sede nel monastero di Santa María del Olivar. Il 10 agosto 1979 ha indossato l'abito. L'anno successivo si è trasferito nella comunità di Molins de Rei dove ha seguito il corso di orientamento universitario. Il 15 agosto di quell'anno ha emesso la prima professione.
Nel 1981 si è trasferito nel monastero di Santa María del Puig e ha iniziato gli studi ecclesiastici presso la Facoltà di Teologia "San Vicente Ferrer" a Valencia, completando i primi quattro corsi. Ha completato la formazione presso la Facoltà di teologia della Catalogna "San Pacià" a Barcellona, dove ha conseguito la licenza in studi ecclesiastici. A questi, ha associato la formazione in solfeggio e pianoforte.
Il 7 dicembre 1985 ha emesso la professione solenne nel seminario minore dei mercedari a Reus. Il 21 dello stesso mese è stato ordinato diacono nella basilica di Nostra Signora della Misericordia a Barcellona da monsignor Ramón Daumal Serra, vescovo ausiliare di Barcellona.
Nel 1986 ha frequentato il suo primo corso di servizio sociale presso la Facoltà di servizio sociale di Valencia.
Il 24 agosto 1986 è stato ordinato presbitero nella sua città natale da monsignor Antonio Ángel Algora Hernando, vescovo di Teruel e Albarracín. Ha iniziato la sua attività pastorale nella comunità dell'Hogar Mercedario di Barcellona dal 1985 al 1986 dove è entrato in contatto con detenuti in licenza o in libertà condizionata. Successivamente ha prestato servizio nelle comunità mercedarie di Valencia dal 1986 al 1987; Castellón de la Plana dal 1987 al 1994; Elche dal 1994 al 2003 e nella curia provinciale di Barcellona dal 2003 al 2015. Nel 2015 è tornato a Castellón de la Plana dove ha risieduto fino alla sua nomina ad arcivescovo.
Ha ricoperto molti incarichi pastorali. È stato infatti vicario parrocchiale della parrocchia di Nostra Signora di El Puig a Valencia dal 1986 al 1987; cappellano del Centro Penitenziario di Castellón de la Plana dal 1987 al 1994; coordinatore della pastorale penitenziaria nella Comunità Valenciana dal 1993 al 2003; cappellano del Centro Penitenziario di Fontcalent, Alicante, dal 1994 al 2003; delegato diocesano per la pastorale penitenziaria nella diocesi di Orihuela-Alicante dal 1994 al 2003; membro del consiglio presbiterale di quella diocesi dal 1997 al 2001; membro del consiglio pastorale della diocesi di Segorbe-Castellón de la Plana dal 2015 al 2019 e coordinatore del 2º e 3º master in pastorale penitenziaria negli anni accademici 2019-2020 e 2020-2021.
È stato inoltre direttore del dipartimento di pastorale penitenzieria della Conferenza episcopale spagnola, superiore della comunità mercedaria di Castellón de la Plana e cappellano del carcere di quella città dal 2015 e vicepresidente della CONFER diocesana dal 2021.
Per quanto riguarda il governo all'interno dell'Ordine, Roselló è stato superiore della comunità mercedaria di Elche dal 1997 al 2003; consigliere per la pastorale nel governo provinciale e responsabile della pastorale dal 2000 al 2003 e, infine, superiore provinciale della provincia mercedaria di Aragona dal 2003 al 2015.

### Ministero episcopale
Il 9 novembre 2023 papa Francesco lo ha nominato arcivescovo metropolita di Pamplona e vescovo di Tudela, due sedi unite aeque principaliter; è succeduto a Francisco Pérez González, dimessosi per raggiunti limiti d'età. Ha ricevuto l'ordinazione episcopale il 27 gennaio successivo nella cattedrale di Santa Maria la Reale a Pamplona dal cardinale Juan José Omella Omella, arcivescovo metropolita di Barcellona, co-consacranti l'arcivescovo emerito di Pamplona e vescovo emerito di Tudela Francisco Pérez González e il vescovo di Segorbe-Castellón de la Plana Casimiro López Llorente. Durante la stessa cerimonia ha preso possesso dell'arcidiocesi. Il giorno seguente ha preso possesso della diocesi di Tudela con una cerimonia tenutasi nella cattedrale di Santa Maria a Tudela.
Il 29 giugno 2024 nel corso di una cerimonia tenutasi nella basilica di San Pietro in Vaticano ha ricevuto da papa Francesco il pallio arcivescovile. Il 6 ottobre il nunzio apostolico Bernardito Cleopas Auza glielo ha imposto nel corso di una celebrazione tenutasi nella cattedrale di Santa Maria la Reale a Pamplona.
In seno alla Conferenza episcopale spagnola è membro della commissione permanente ex officio in qualità di arcivescovo metropolita, membro della commissione per la pastorale sociale e la promozione umana dal marzo del 2024 e responsabile del dipartimento per la pastorale penitenziaria della sottocommissione episcopale per l'azione caritativa e sociale.

## Genealogia episcopale
La genealogia episcopale è:
- Cardinale Scipione Rebiba
- Cardinale Giulio Antonio Santori
- Cardinale Girolamo Bernerio, O.P.
- Arcivescovo Galeazzo Sanvitale
- Cardinale Ludovico Ludovisi
- Cardinale Luigi Caetani
- Cardinale Ulderico Carpegna
- Cardinale Paluzzo Paluzzi Altieri degli Albertoni
- Papa Benedetto XIII
- Papa Benedetto XIV
- Papa Clemente XIII
- Cardinale Marcantonio Colonna
- Cardinale Giacinto Sigismondo Gerdil, B.
- Cardinale Giulio Maria della Somaglia
- Cardinale Carlo Odescalchi, S.I.
- Cardinale Costantino Patrizi Naro
- Cardinale Serafino Vannutelli
- Cardinale Domenico Serafini, Cong. Subl. O.S.B.
- Cardinale Pietro Fumasoni Biondi
- Cardinale Antonio Riberi
- Arcivescovo Gabino Díaz Merchán
- Arcivescovo Elías Yanes Álvarez
- Cardinale Juan José Omella Omella
- Arcivescovo Florencio Roselló Avellanas, O. de M.